# Charkiwer Nationaluniversität für Radioelektronik
Die Charkiwer Nationaluniversität für Radioelektronik (ChNURE) (ukrainisch Харківський національний університет радіоелектроніки) ist eine technische Universität in der Ukraine, die die vierte Akkreditierungsstufe hat. ChNURE ist die einzige fachbezogene Universität der Ukraine, in der fast alle mit Informationstechnologien, Radiotechnik und Elektrotechnik verbundenen Fächer und Fachrichtungen vorhanden sind.

## Geschichte
1930 wurde die Charkiwer Bautechnische Hochschule (ChIBI) auf Basis der Fakultät für Bauwesen der Charkiwer Polytechnischen Hochschule (ChPI) und der Fakultät für Architektur der Charkiwer Kunsthochschule gegründet. 1944 wurde die ChIBI in die Hochschule für Bergbauindustrie der UdSSR und 1947 zur Hochschule für Bergbau der UdSSR umgewandelt.
1962 wurde diese Hochschule als Hochschule für Bergwerkmaschinenbau, -automatisierung und -rechentechnik (ChIGMAOT) reorganisiert. 1966 wurde ChIGMAOT in das Institut für Radioelektronik (ChIRE) umbenannt.
1981 wurde das Institut mit dem Rotbannerorden ausgezeichnet und 1982 nach dem Akademiemitglied M.K. Jangel benannt. 1993 wurde es in die Charkiwer Staatsuniversität für Radioelektronik (ChDTURE) umgewandelt.
Nach dem Präsidentenerlass № 591 vom 7. August 2001 wurde der Universität den Status der Nationalen Universität verliehen. Heute heißt die Universität Charkiwer Nationaluniversität für Radioelektronik.
An der Universität studieren zurzeit ca. 7000 Studenten. Das Studium wurde in drei Sprachen (Ukrainisch, Russisch und Englisch) organisiert.
Zu Ehren der Universität wurde der Kleinplanet (10681) Khture benannt.
Die Universität verfügt über 10 Lehrgebäude und 8 Studentenwohnheime. Zur Struktur der Universität gehören das Zentrum der Weiterbildung, das Zentrum des E-Studiums, das Rechenzentrum, die Aspirantur- und Doktoranturabteilung, 30 Forschungszentren und ein Experimentalwerk.
An der Universität existieren 30 wissenschaftliche Schulen.

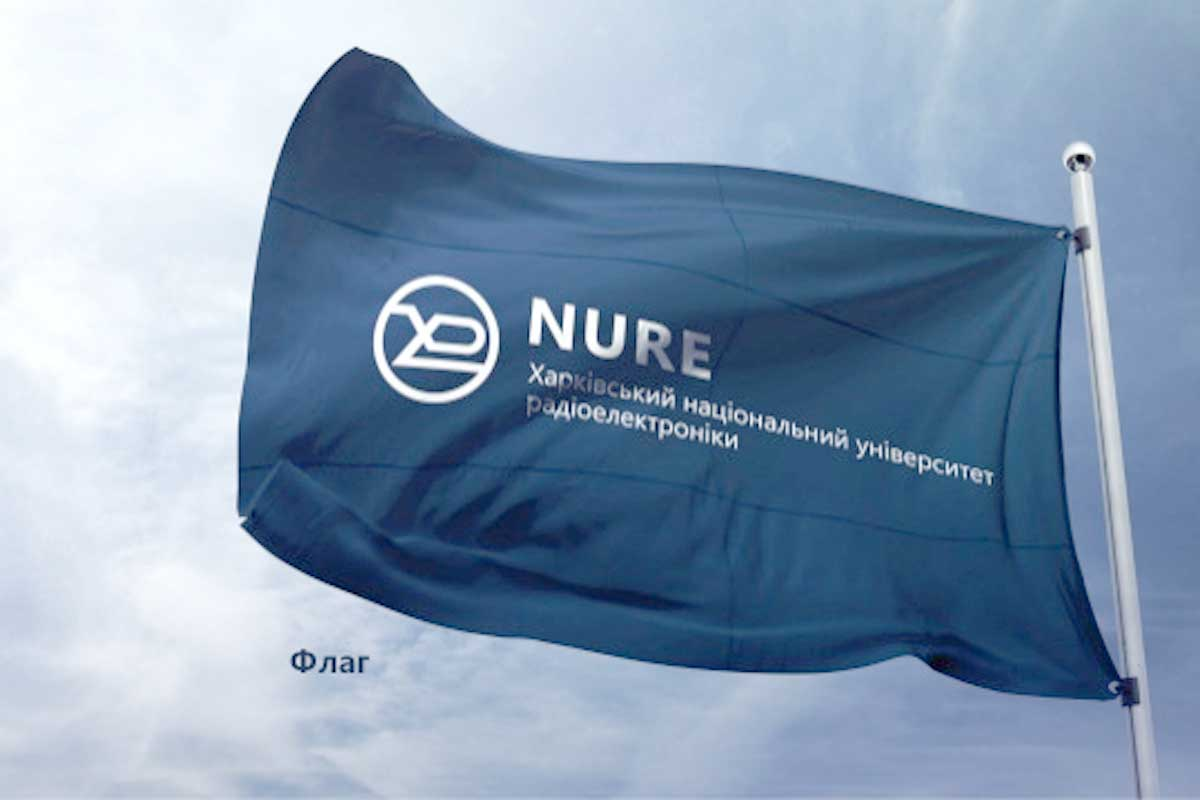
Flagge mit dem seit 2016 aktuellen Universitätslogo

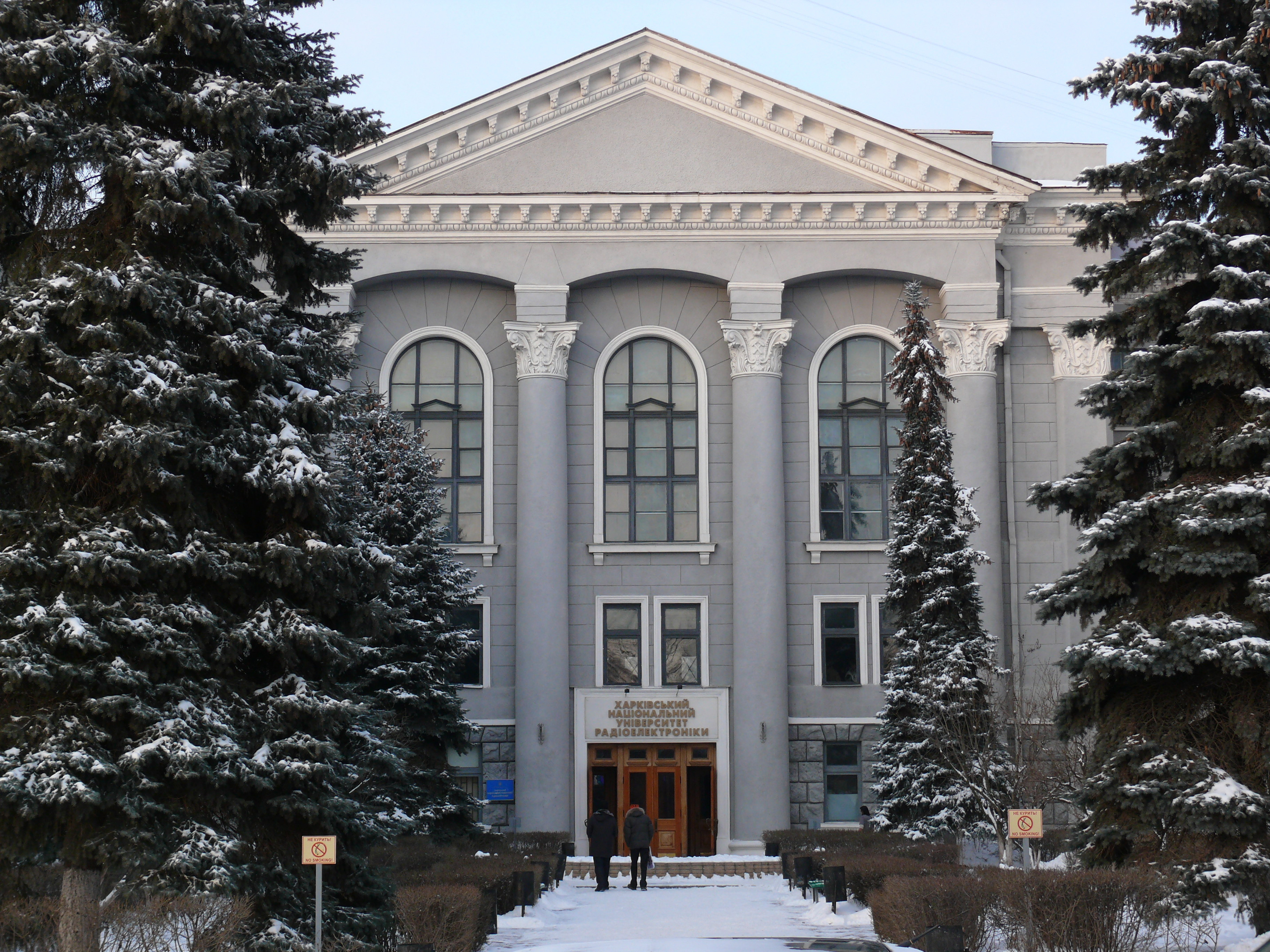
Das Hauptgebäude der Universität

An der Universität wurde das Forschungsinstitut für Lasertechnologien geschaffen, das der Grundlagen- und der angewandten Forschung dient Jedes Jahr werden an der Universität verschiedene internationale Konferenzen veranstaltet. ChNURE ist die koordinierende Einrichtung für die wissenschaftliche Entwicklung im Bereich der Radioelektronik. An der Universität sind die Nationale Assoziation für Antennen und die Charkiwer Vertretung der internationalen Gesellschaft der Radioingenieure und Elektrotechniker angesiedelt.
Fakultäten und Lehrstühle der Universität unterstützen eine enge Zusammenarbeit mit vielen ausländischen Hochschulen aus Bulgarien, China, den Niederlanden, Deutschland, Frankreich, der Türkei, Spanien, Polen, Finnland, Schweden. Das Programm des internationalen Studenten- und Lehrkräfteaustauschs entwickelt sich an der ChNURE aktiv. Im Rahmen dieses Programms bekommen die Studenten zwei Hochschuldiplome (ukrainisches und europäisches).
Die wissenschaftliche Bibliothek der ChNURE ermöglicht den Studenten und Lehrkräften den Zugang zu wissenschaftlichen, technischen und methodischen Fachliteratur, gedruckten und digitalen Informationen und wissenschaftsmetrischen Datenbanken. Sie verfügt über einen Computerlesesaal mit Internetzugang.

## Fakultäten und Lehrstühle der Universität
Fakultät für Computerwissenschaften
- Lehrstuhl für Informations- und Steuerungssysteme
- Lehrstuhl für Systemtechnik
- Lehrstuhl für Softwareentwicklung
- Lehrstuhl für künstliche Intelligenz
- Lehrstuhl für Mediasysteme und Technologien

Fakultät für Computertechnik und Computersteuerung
- Lehrstuhl für Rechentechnik
- Lehrstuhl für Automatisierung der Projektierung von Rechentechnik
- Lehrstuhl für Sicherheit der Informationstechnologien
- Lehrstuhl für Philosophie

Fakultät für Informationstechnologien und Management
- Lehrstuhl für Informatik
- Lehrstuhl für Mathematik
- Lehrstuhl für Wirtschaftskybernetik und Steuerung der Wirtschaftssicherheit
- Lehrstuhl für höhere Mathematik
- Lehrstuhl für soziale Informatik

Fakultät für Informationsradiotechnologien und technische Informationssicherheit
- Lehrstuhl für Computerradiotechnologien und Systeme der technischen Informationssicherheit
- Lehrstuhl für Radiotechnologien von Informations- und Kommunikationssystemen
- Lehrstuhl für Mediatechnologien und Informations- und Radioelektronische Systeme
- Lehrstuhl für Mikroprozessortechnologien und Systeme
- Lehrstuhl für Fremdsprachen

Fakultät für Kommunikationstechnologien
- Lehrstuhl für Infokommunikationstechnologien
- Lehrstuhl für Informationstechnologien und Netzwerke
- Lehrstuhl für Metrologie und technische Prüfung

Fakultät für Automatisierung und Computertechnologien
- Lehrstuhl für Projektierung und Ausnutzung der elektronischen Geräte
- Lehrstuhl für computerintegrierte Technologien, Automatisierung und Mechatronik
- Lehrstuhl für Physik
- Lehrstuhl für Arbeitsschutz

Fakultät für elektronische und biomedizinische Technologien
- Lehrstuhl für Mikroelektronik, elektronische Geräte und Anlagen
- Lehrstuhl für Fotonik und Lasertechnologien
- Lehrstuhl für biomedizinische Technologien
- Lehrstuhl für Sport

Fakultät für ausländische Studenten
- Lehrstuhl für Sprachausbildung
- Lehrstuhl für Naturwissenschaften
- Lehrstuhl für Ukrainistik

## Internationale Partner
- Hochschule Düsseldorf, University of Applied Sciences, Deutschland[2]